# Level Headed
Level Headed je šesté studiové album anglické rockové skupiny Sweet. Vydáno bylo v lednu roku 1978 společnostmi Polydor Records (Evropa) a Capitol Records (USA a další země). Jednotlivé verze se lišily v pořadí písní a měly odlišný obal. Píseň „Fountain“ se na jednotlivých verzích rovněž liší svou délkou. Album obsahuje také úspěšný singl „Love Is Like Oxygen“.

## Seznam skladeb

### Polydor
1. Dream On – 2:53
2. Love Is Like Oxygen – 6:53
3. California Nights – 3:45
4. Strong Love – 3:28
5. Fountain – 4:44
6. Anthem No. I (Lady of the Lake) – 4:11
7. Silverbird – 3:26
8. Lettres D'Amour – 3:30
9. Anthem No. II – 1:02
10. Air on 'A' Tape Loop – 5:59

### Capitol
1. California Nights – 3:39
2. Silverbird – 3:24
3. Dream On – 2:50
4. Fountain – 4:12
5. Love Is Like Oxygen – 6:49
6. Anthem No. I (Lady of the Lake) – 4:08
7. Strong Love – 3:28
8. Lettres D'Amour – 3:27
9. Anthem No. II – 0:58
10. Air on 'A' Tape Loop – 5:59

## Obsazení
Sweet
- Brian Connolly – zpěv
- Steve Priest – baskytara, zpěv, doprovodné vokály
- Andy Scott – kytara, syntezátor, zpěv, doprovodné vokály
- Mick Tucker – bicí, perkuse, doprovodné vokály

Ostatní hudebníci
- Ronnie Aspery – žestě
- Richard Harvey – dechy
- Stevie Lange – zpěv
- Geoff Westley – klávesy, aranžmá smyčců